# Сангилен
Сангилѐн (на руски: Сангилен) е планинска земя в Южен Сибир, простираща се в крайната югоизточната част на Република Тува, Русия и Северна Монголия.
Тя е вододел между реките Малък Енисей (Ка-Хем, лява съставяща на Енисей) на север, Тес-Хем (влива се в езерото Убсу-Нур) на юг и Делгер Мурен (лява съставяща на Селенга) на изток. Дължина около 230 км, ширина до 120 км. Максимална височина 3276 м (50°03′35″ с. ш. 96°52′08″ и. д. / 50.059722° с. ш. 96.868889° и. д.), в южната ѝ част. Изградена е от гнайси и мраморизирани варовици, пронизани от интрузии. От нея водят началото си двете съставящи реки на Малък Енисей – Балъктъг-Хем и Шишхид Гол и редица техни по-малки притоци, река Делгер Мурен (лява съставяща на Селенга) и множество десни притоци на река Тес-Хем. Северните ѝ склонове са обрасли с кедрово-лиственични гори, а централните и южните ѝ части и в дълбоко врязаните долини – широколистни гори. Южните ѝ склонове са заети от степни ландшафти, които на височина 1800 – 2000 м преминават в алпийски ливади и планинска тундра. Открити са значителни находища на железисти кварцити, нефелин, графит и злато.

## Топографска карта
- Топографска карта М-46; М 1:1 000 000[2]
- Топографска карта М-47; М 1:1 000 000[3]